# La Malène
La Malène – miejscowość i gmina we Francji, w regionie Oksytania, w departamencie Lozère. W 2013 roku jej populacja wynosiła 159 mieszkańców. Przez gminę przepływa rzeka Tarn. 